# Museo de la FIFA
El Museo del la FIFA es un museo dedicado al fútbol ubicado en Zürich, Suiza, frente a la sede de la FIFA, su propietario. Se inauguró el 28 de febrero de 2016.

## Historia
Los planes para un museo dedicado a la historia del fútbol mundial en Zürich fueron propuestos por el presidente de la FIFA Joseph Blatter y el Comité Ejecutivo de la FIFA en 2012. En abril de 2013, FIFA firmó un contrato de arrendamiento de Swiss Life por Haus zur Enge., que sería desmantelado y reconstruido para albergar el museo; una propuesta anterior habría tenido un museo en los terrenos de la sede de la FIFA. La Autoridad de Construcción de la Ciudad de Zúrich aprobó el permiso de planificación para el museo en noviembre de 2013.
La construcción en la renovada Haus zur Enge comenzó en 2014 y se completó en diciembre de 2015. El museo, cuyo coste fue de 30 millones de francos suizos ($USD 30 millones), fue inaugurado el 28 de febrero de 2016, durante una ceremonia presidida por el recién elegido presidente de la FIFA, Gianni Infantino.

## Características
El museo de 3 500 m² ocupa las tres plantas inferiores del renovado Haus zur Enge, un edificio de uso mixto de diez pisos ubicado en el barrio de Enge, frente a la estación de tren Zürich Enge y el Hotel Ascot propiedad de la FIFA. El edificio también contiene un bar deportivo, un restaurante, una cafetería, una biblioteca, una tienda del museo y salas de conferencias; los pisos superiores tienen oficinas y 34 apartamentos de lujo.
El museo muestra más de mil objetos. Las exhibiciones incluyen objetos de recuerdo de todas las Copas Mundiales de la FIFA y la Copa Mundial Femenina de la FIFA, la más famosa es el Trofeo original de la Copa Mundial de la FIFA. La exposición presenta varias instalaciones interactivas y multimedia, como la máquina de pinball más grande que se haya fabricado, y una instalación de medios audiovisuales llamada Visions of Football con pantallas LED de 8 metros. En 2017, el museo ha sido nominado para el German Design Award.
Cada año, el museo participa en la Noche de los Museos de Zúrich.